# USS Parker (DD-604)
USS Parker (DD-604) – niszczyciel typu Benson. Został odznaczony czterema battle star za służbę w czasie II wojny światowej.